# Dubrovnik
Dubrovnik (lat. Ragusium, Ragusa) je grad na krajnjem jugu Hrvatske. Upravno je središte Dubrovačko-neretvanske županije i jedno od najvažnijih povijesno-turističkih središta Hrvatske. Prema popisu iz 2021. godine ima 41 562 stanovnika; njih 92 % izjasnilo se Hrvatima.
Stari grad Dubrovnik nalazi se od 1979. godine na UNESCO-ovom popisu svjetske baštine.
Gospodarstvo grada Dubrovnika od najranijih vremena temeljio se na pomorskoj trgovini. U srednjem vijeku je kao Dubrovačka Republika bio jedini grad-država na istočnoj obali Jadrana koji je konkurirao Mletačkoj Republici. Uz svoje bogatstvo i diplomaciju, grad je postigao visok stupanj razvoja, posebno tijekom 15. i 16. stoljeća. Dubrovnik je bio jedno od središta razvitka hrvatskoga jezika i književnosti te su u njemu stvarali mnogi značajni hrvatski pjesnici, dramatičari, slikari, matematičari, fizičari i drugi učenjaci.
Korčulanski pjesnik Ivan Vidalić u pismu Nikoli Nalješkoviću 1564. proziva Dubrovnik „krunom hrvatskih gradov”.

## Povijest

### Početci i širenje
Postoji nekoliko teorija o osnutku Dubrovnika (lat. Ragusa), a općeprihvaćena je, da je Grad osnovan u 7. st., kada su se Latini iz grada Epidauruma (južnije od Dubrovnika, na istom je mjestu današnji Cavtat), sklonili pred navalom Avara i Slavena na hrid Laus, što znači stijena (Laus → Lausium → Rausium → Ragusium → Ragusa). Kasnije su ti isti Slaveni izgradili naselje na južnim padinama brda Srđa, na kopnu preko puta hridi i nazvali ga Dubrava, što znači šuma duba (hrasta). Tijekom vremena su se naselja sve više povezivala, da bi se potpuno spojila u 11. st., nasuvši uski kanal, što ih je dijelio (današnja ulica Placa, tj. Stradun), a u 12. st. i 13. st. zaštitivši se potpuno obrambenim zidinama.
Prema nekim drugim teorijama i antičkim natpisima, Dubrovnik je možda osnovan i prije 3. st., kao malo naselje na otočiću Laus.
Danas postoje nove nedoumice u pogledu nastanka Dubrovnika, jer su se obje gore spomenute teorije pokazale pogrešnima. Prilikom renoviranja Katedrale, duboko ispod temelja današnjeg zdanja nađeni su ostatci dvije nekadašnje crkve, jedne za koju se i prije znalo, i druge, još starije, datirane u 5. stoljeće. Kao dodatak promjeni teorije je i otkriće dijela dubrovačkih zidina, također datiran u isto razdoblje. Prilikom sondiranja Straduna, utvrđeno je da otočić Laus nikada nije postojao jer sam Stradun nije nasip nego prirodna pješčana plaža koja se prostirala između brda Srđa i hridinastog područja (rečeni Laus). Nove spoznaje, kao i otkriće grčkih novčića i keramike pod Malim mulom u luci, čini se, potvrđuju teze nekih povjesničara, da početci sežu davno prije 7. st., tj. u doba starih Grka. Postavka dr. Ničetića, kojom on dokazuje neminovnost postojanja jedne antičke luke između Budve i Korčule dodatno je dala na vjerodostojnosti teze o nastanku naselja još u grčko vrijeme.
Oko 992. g. spalio ga je car Samuilo. Krajem 10. st. osniva se dubrovačka nadbiskupija i metropolija. Tada postaje crkveno neovisan od Splita. Od 1205. g. Mletačka Republika, koristeći križarski pohod, zavlada Dubrovnikom, nakon što s vlasti zbaci kneza Damjana Judu, što potraje do 1358. g. U vrijeme mletačke vlasti, Dubrovčani dižu tri bune, ali se nisu mogli osloboditi mletačkog gospodstva.
Iako je priznavao mletačku vlast, Dubrovnik je uspio sačuvati autonomiju, jer je birao Malo i Veliko vijeće, Senat te ostale organe gradske samouprave. Komuna je 1272. g. dobila statut. U Dubrovniku se vrlo rano razvija trgovina, posebno sa zaleđem i to ponajprije s Bosnom u doba Kulina bana.
Stanovništvo se dijeli na bogatu vlastelu: patricije (nobiles cives), gradski puk – pučane, obično na poslovima trgovaca i kapetana, kao i pisara, i kmetove, seljake koji rade za vlastelu – obrađuju zemlju. Patriciji se pokušavaju zatvoriti unutar sebe, no posljedica toga je odumiranje vlastelinskih porodica. Morali su popustiti te sklapati brakove s pučanstvom.
U vrijeme uspona Raške uspješno se branio od njenih napadaja. U 13. st. vlast Dubrovnika raste na šire gradsko područje i susjedne teritorije. Tako se Lastovo dobrovoljno priključuje Dubrovniku, a od 1333. g. u sastavu Dubrovačke Republike je i Stonski rat, tj. Pelješac sa Stonom. Srpski Car Dušan prepustio je Dubrovniku kontrolu nad Stonskim ratom (Pelješcem) uz naknadu od 500 perpera, plaćanje poreza. Godine 1345. i Mljet ulazi u sastav Republike.
Ston je imao veliko strateško značenje za Dubrovnik, jer je tako mogao kontrolirati plovidbu oko ušća Neretve i u Mljetskom kanalu. Prostor od Stona do Zatona Dubrovnik je osigurao kada je početkom 14. st. od Bosne kupio Primorje i početkom 15. st. Konavle (primorski dio 1333., a konavoski dio s tvrđavom Soko te Cavtatom i Obodom 31. prosinca 1426.). Tada su utvrđene granice Republike koju od kraja 15. st. priznaju svi dubrovački susjedi.
Dubrovnik je potpisao brojne međunarodne ugovore s talijanskim gradovima (posebno s Pisom) i ostalim susjedima u zaleđu (Bosna, Srbija), većinom osiguravajući prevlast i povlašten položaj dubrovačkih trgovaca.
Zadarskim mirom 1358. g., Mletačka Republika se odrekla svih posjeda na istočnoj obali Jadrana u korist Hrvatsko-Ugarske Kraljevine. Dubrovnik je, u uspješnom diplomatskom potezu, prihvatio simboličnu vrhovnu vlast kralja (Ludovika I.), koja nije Hrvatsko-Ugarskoj davala doslovno nikakav utjecaj nad komunom i plaćao im je danak od 500 dukata, čime se zaštitio i od nasrtaja Venecije.
Od tog vremena Dubrovnik sve više izgrađuje svoju samostalnost i neovisnost. Kneza biraju sami Dubrovčani, a nakon smrti Ludovika I. 1380. g. razvija se u samostalnu i priznatu Republiku.

### Procvat Dubrovačke Republike
Dubrovačka Republika je bila patricijska aristokratska republika u kojoj je vlast imala vlastela sakupljena u Velikom vijeću (parlament). Veliko vijeće je biralo gradsko činovništvo – Vijeće umoljenih (Senat) koje se brinulo za vanjske poslove, te Malo vijeće (izvršna vlast). Knez se birao na 1 mjesec kako bi se spriječila ikakva korupcija. Nije bilo stalne vojske, nego su bili samo redari i straža, a ako je bilo potrebno, uzimali su se plaćenici. Dubrovnik je donio uredbu o ukidanju ropstva i zabrani prijevoza robova 27. siječnja 1416. godine, što je prva zabrana ropstva u Europi te prvi priznaje neovisnost SAD. U 15. st. imao je oko 40 000 stanovnika, što ga je činilo jednim od većih gradova u Europi (London oko 50 000, Firenca preko 100 000).
Dubrovačka Republika doživljava svoj procvat u 16. st., kada Dubrovčani uspješno uspostavljaju trgovačke veze s Turcima (iako im plaćaju danak, zadržavaju slobodu, neovisnost i povlastice slobodne trgovine na cijelom području Osmanskog Carstva. Dubrovčani su već od ranije imali svoja uporišta na Balkanu i uspješno razvijaju trgovinu s Turskom, ali i Italijom i Španjolskom.
U bugarskom glavnom gradu Sofiji, postojala je crkva sv. Marije i sv. Vlaha, koju je puk nazivao "Dubrovačka crkva", i koja je dugo vremena bila jedino mjesto u Osmanskom Carstvu u kojem je kršćanima bilo dopušteno služenje euharistija.
Trguje se rudarskim, poljodjelskim i stočarskim proizvodima, manufakturnom robom, solju i dr. U 16. st. Dubrovnik je imao jaku mornaricu (oko 180 brodova), po jačini i veličini treću u svijetu. Dubrovački su brodovi prevozili robu stranih trgovaca, plovili obalama Sredozemnog mora i stizali sve do Engleske, a postoji i dokazani slučaj da je dubrovačka karaka došla do obale Sjeverne Amerike, gdje su se pomorci pomiješali s lokalnim stanovništvom. Također je poznata i jedina dubrovačka kolonija u svijetu, u selu Gandaulim, kod Stare Goe u Indiji, još stoji Crkva sv. Vlaha, zaštitnika Dubrovačke Republike i Dubrovčana.
Temelj gospodarstva Dubrovnika činila je posrednička trgovina i pomorstvo, ali i obrti i veleobrt. U 15. st. organiziraju se prve radionice za proizvodnju sukna, stakla i sapuna. U to vrijeme Dubrovnik je imao i prosvjetne, socijalne, komunalne i gospodarske ustanove. 
U starom putopisu sir Richarda Guylforda hrvatskom obalom 1506. godine koji je sastavljao prigodom hodočasničkoga putovanja u Palestinu koje mu je bilo krinka za informiranje o mletačkoj ratnoj brodogradnji, Guylford o Dubrovniku piše kao o hrvatskome gradu. Nedvosmisleno ga je locirao u hrvatsko kraljevstvo. U istom zapisu ne pravi razliku između Slavonije i Dalmacije, za koje drži da se teritorijalno poklapaju – osim što je "Dalmacija" dakako stariji i više rasprostranjen termin. Drugo, on cijelu 'Slavoniju ili Dalmaciju' naziva 'hrvatskom pokrajinom'.
U 16. st. zahvaljujući trgovini i pomorstvu, u Dubrovniku se akumuliraju znatna financijska sredstva. Utemeljuju se jača trgovačka i pomorska poduzeća, ali se i produbljuju socijalne razlike između pučana, pa se bogatiji izjednačuju s vlastelom. Dubrovnik se izgrađuje prihodima od obrta i trgovine.
U Dubrovniku je najviše poštovana bila sloboda. Imao je svoju zastavu (s likom zaštitnika sv. Vlaha i drugu s natpisom "Libertas" (lat. "Sloboda"), grb i vojsku. Uspostavio je razgranatu mrežu diplomatskih i trgovačkih predstavništava u mnogim europskim zemljama. Njihove interese na dvorovima europskih vladara zastupaju njihovi poklisari, dok konzulati štite interese dubrovačkih pomoraca.
Važan saveznik dubrovačke slobode bila je Španjolska, a najveći neprijatelj njegovoj neovisnosti i slobodi Venecija. 
U drugoj polovici 16. st. opada moć Dubrovnika. Uzroci su velika zemljopisna otkrića i revolucija cijena koja obezvrijeđuje novac. Dubrovački bankari manje ulažu u brodarstvo i obrt, jer nedostaje kapitala, a konkurencija francuskih, engleskih i nizozemskih pomoraca je sve veća.
U Dubrovniku se između 1627. i 1701. godine kovao Artiluk, srebreni novac.

### Opadanje
Godine 1667. Dubrovnik je gotovo uništio snažan potres u kojem je stradao velik broj Dubrovčana, dok je mnogo zgrada porušeno.
Potres 1667. nije bio jedini događaj koji je uzrokovao opadanje moći Dubrovačke Republike, naime otkrićem Amerike trgovački su se putevi premjestili na Atlantik, izgradnja splitske skele od strane Mlečana te činjenica, da više nisu imali monopol na trgovinu s Turcima jedni su od glavnih uzročnika. Potres, a nedugo zatim i požar, samo su kruna svih nedaća koje su u to doba pogodile Dubrovnik.
Nakon višestoljetnog uspješnog balansiranja između dviju velesila u svom okružju – Mletačke Republike i Otomanskog Carstva, opća europska ofenziva na Turke (poraz pod Bečom 1683., kod Mohača 1687.) odrazila se i na Dubrovnik, jer su Mlečani iskoristili slabost Turaka i uzimanjem trebinjskog kotara posve odrezali Dubrovnik od Turskog Carstva i doveli ga u vrlo tešku situaciju. Međutim, mirom u Srijemskim Karlovcima 1699. morala se Mletačka Republika povući iz Popova polja i vratiti ga Turcima, a tom je prilikom provedeno prvo sustavno razgraničenje Turske i Venecije u Dalmaciji. Dubrovčani su se još jednom, ponajprije vještom diplomacijom, oslobodili opasnosti, da ih Mletačka Republika okruži i odvoji od zaleđa. 
Mirom u Požarevcu 1718. Dubrovčani su turcima prepustili koridor između Neuma i Kleka koji je ostao Turcima,kao ne bi bili u izravnom dodiru s uvijek prijetećim mlečanima. Tako su se Dubrovčani i fizički odvojili od mletačkih posjeda u Dalmaciji. Tijekom ratovanja s Turcima (1683. – 1699.) Dubrovčani su se odlučili ponovno prihvatiti simboličnu vrhovnu vlast ugarsko-hrvatske krune i obnavljaju ugovor iz 1358. g. U 18. st. ponovno jača dubrovačko gospodarstvo i Dubrovnik izgrađuje jaku mornaricu. Orijentaciju velikih europskih pomorskih sila na Atlantik Dubrovnik koristi za tranzit na Sredozemnom moru, ali su njegovi brodovi plovili i preko Atlantika do Amerike.
U 18. st. Dubrovnik ima više od 85 konzulata. Najjači gospodarski činitelj bilo je građanstvo, jer se vlastela nakon potresa 1667. g. prorijedila.

### Nestanak Dubrovačke Republike
Početkom 19. st. na sceni Europe pojavljuje se Napoleon, što bitno utječe i na povijest Dubrovnika. Dana 26. svibnja 1806. vojska francuskog generala Lauristona nedopušteno je ušla na teritorij neutralne Dubrovačke Republike, a sljedećeg dana je na prijevaru ušla u Grad, tražeći da se samo odmori i okrijepi na putu za tadašnje francuske posjede u Boki kotorskoj. Umjesto toga, odmah je okupirala Grad u ime Napoleona. Vrlo brzo nakon početka francuske okupacije, ruska i crnogorska vojska ušla je na dubrovački teritorij i počela se boriti s francuskom vojskom, pljačkajući i paleći sve na putu. To je kulminiralo opsadom okupiranog Grada (u kojoj je na njega palo 3000 topovskih kugla). 31. siječnja 1808. maršal Auguste Frederic Louis Viesse de Marmont izdao je proglas da ukida Dubrovačku Republiku, unatoč protivljenju vlasti Republike, i da pripaja dubrovački teritorij Kraljevstvu Italiji (marionetskoj državi Francuskog Carstva), iz kojega je naknadno izdvojen te zajedno s Istrom, Dalmacijom te slovenskim zemljama udružen u Napoleonove Ilirske provincije. Marmontu je Napoleon dao novostvorenu titulu "vojvoda dubrovački" (Duc de Raguse).
Nakon sedam godina francuske okupacije, ohrabreni dezertiranjem francuskih trupa nakon propale invazije na Rusiju i ponovnog ulaska Austrije u rat, sve dubrovačke društvene klase, pod vodstvom vlastele, ustale su na opći ustanak protiv okupacije. 18. lipnja 1813. zajedno s britanskim saveznicima natjerali su na predaju francuski garnizon na otoku Šipanu, zatim i u Stonu te na Lopudu, nakon čega se ustanak proširio kopnom Republike, počevši s Konavlima. Tada su počeli opsadu Grada, uz pomoć Britanske mornarice s brodovima HMS Bacchante i HMS Saracen, pod zapovjedništvom kapetana Williama Hostea, a ubrzo se ustanku pridružilo i stanovništvo unutar opkoljenog Grada. Austrijsko Carstvo je poslalo svoje trupe pod zapovjedništvom generala Todora Milutinovića pod izlikom da su došli pomoći svojim dubrovačkim saveznicima, međutim, kao što se ubrzo pokazalo, zapravo su htjeli francusku okupaciju Dubrovnika zamijeniti vlastitom. Zaveli su jednog od privremenih guvernera Republike, Vlaha (sina Brnje) Kabogu, obećanjima moći i vlasti (koje nije dugo uživao, nego je umro u sramoti, od naroda otad zvan "Traditur" – izdajica), te su ga uspjeli uvjeriti da vrata s istočne strane ostanu zatvorena dubrovačkim ustanicima koji su se tamo okupili, a da kroz vrata na zapadu uđu austrijske snage (bez dubrovačkih vojnika) kako bi okupirale Grad, nakon što se predao francuski garnizon od 500 vojnika pod zapovjedništvom generala Montricharda.
Nakon toga, barjak svetoga Vlaha vijorio se uz austrijsku i britansku zastavu, ali samo dva dana, jer je 30. siječnja general Milutinović naredio gradonačelniku Sabu Giorgi da ga spusti. U patriotskom zanosu Giorgi, koji je bio zadnji knez Republike prije francuske okupacije, odbio je skinuti barjak, "jer ga je pripeo (podigao) narod", i nijedan Dubrovčanin to nije htio učiniti, čak ni nakon što su im zaprijetili oružjem, nego su barjak skinuli austrijski vojnici.
Iako vlada Dubrovačke Republike nikad nije potpisala kapitulaciju niti se odrekla suvereniteta, što je po pravilima Klemensa von Metternicha koje je Austrija usvojila za Bečki kongres značilo da je trebala biti obnovljena, Austrijsko Carstvo je uspjelo uvjeriti druge saveznike da mu dopuste da zadrži teritorij Dubrovačke Republike Dok su mnogi manji i manje važni gradovi i bivše države bili primljeni na Kongres, to pravo je odbijeno predstavniku Dubrovačke Republike. Sve to je bilo u potpunoj suprotnosti sa svečanim ugovorima koje su austrijski carevi potpisali s Republikom: prvi potpisan 20. kolovoza 1684., u kojem car Leopold I. Republici obećava i jamči nepovredivu slobodu ("inviolatam libertatem"), te drugi iz 1772., u kojem carica Marija Terezija obećava zaštitu i poštovanje nepovredivosti teritorija i slobode Dubrovačke Republike.

### Novija povijest
Kad je 1815. službeno prestala postojati Dubrovačka Republika, njezin je teritorij pripojen Kraljevini Dalmaciji. Ona je zajedno s Hrvatskom i Slavonijom činila Trojednu kraljevinu Hrvatske, Dalmacije i Slavonije, koja je do 1918. bila u sastavu Habsburške Monarhije, odnosno Austro-Ugarske.
Zanimljiv je detalj kako je Grad dugo bio neosvijetljen, a ferali i početci javne rasvjete počeli su se koristiti tek u zadnjem desetljeću 19. stoljeća. Do tada mali broj ferala koji su postojali u Gradu građanima nije mogao pružiti sigurnost kako bi i noću mogli prolaziti ulicama. Do 1870. godine u gradu je postojalo tek 45 ferala pa su grad i predgrađe bili slabo osvijetljeni, nakon spomenute godine broj ferala se povećao na 150, a umjesto ulja kao rasvjetno se gorivo koristio se petrolej. "Užigač ferala" ih je palio u sumrak, a gorjeli su dok je u njima bilo goriva. U ljetno vrijeme, kao i u vrijeme mjesečine, ferali se nisu palili. I pored povećanog broja tih rasvjetnih tijela postavljenih na kamene i željezne stupove, rasvjeta je bila i oskudna i kratkotrajna, pa je već 1895. Frano Gundulić, tadašnji općinski načelnik, donio odluku o dopuštenju uvođenja električne rasvjete. Dne 1. lipnja 1901. zasjala je prva električna žarulja na Stradunu.
Kada se u Dubrovniku oblikovala jezgra pristaša buduće Narodne stranke. Od proglašenja ustavnosti 1860. narodnjački je krug u Dubrovniku, na čelu s Perom Čingrijom te Nikom i Rafom Pucićem, prednjačio u ostvarivanju ciljeva Narodne stranke, koja je 1869. pobijedila na općinskim izborima, a hrvatski je jezik kao nastavni uveden u dubrovačku gimnaziju. Poslije su procesi nacionalne diferencijacije doveli do »srbokatoličko-autonomaške koalicijske vlasti u dubrovačkoj općini 1890. – 1899. Konsolidaciji Narodne (hrvatske) stranke pridonijela je skupina mladih pravaša na čelu s Franom Supilom. Nova je politička skupina uvjerljivo pobijedila na izborima 1899. godine.
Nakon Prvog svjetskog rata, raspadom Habsburške Monarhije, Dubrovnik, zajedno s cijelom Hrvatskom, biva dijelom Države Slovenaca, Hrvata i Srba, koja 1. prosinca 1918. postaje Kraljevina SHS, te 1929., konačno Kraljevina Jugoslavija. Podjelom te zemlje na 33 oblasti, Vidovdanskim ustavom 1921., osniva se 1923. dubrovačka oblast. Ona proglašenjem diktature postaje dijelom Zetske banovine, sa sjedištem u Cetinju. Konačno, 1939., stvara se posebna Banovina Hrvatska, čiji su dijelovi i Dubrovnik i okolica. Velikosrpski i jugounitaristički krugovi nisu blagonaklono gledali na to što im je Dubrovnik izmakao. Najutjecajnija hrvatska stranka HSS je tih godina bio podijeljen i nesložan i ta je nesloga riješena tek nakon posjeta tajnika HSS-a Jurja Krnjevića Dubrovniku 2. svibnja 1940., kad je uspio ujediniti tri gradske organizacije u jednu (Gruž, Pile, Dubrovnik i Grad).
Godine 1941., proglašenjem Nezavisne Države Hrvatske, njezinim dijelom postaje Dubrovnik. On je bio sjedište Velike župe Dubrave. Većina Dubrovčana diže ustanak protiv fašističke NDH, te se pridružuje ilegalnom antifašističkom pokretu kojeg su vodili Narodnooslobodilačka vojska i partizanski odredi Jugoslavije. U Dubrovniku je bio prisutan fašistički teror. Nakon pada fašista, u listopadu i studenom 1944. godine na otocima Daksi, Korčuli i Jakljanu te poluotoku Pelješcu, kao i na Orsuli u Dubrovniku, komunisti su likvidirali 109 civila i 78 pripadnika vojnih snaga. Većina ubijenih bili su članovi HSS-a uz svećenike, među kojima je bio Petar Perica, autor crkvenih pjesama "Zdravo Djevo, Kraljice Hrvata" i "Dok nebesa nek se ori". Od ulaska partizanskih snaga u Dubrovnik vrši se sustavna represija na hrvatsku katoličku mladež koja kulminira 12. travnja 1947. uhićenjem više od 90 Dubrovčana.
Završetkom rata i osnivanjem komunističke Demokratske Federativne Jugoslavije, Dubrovnik je grad u Narodnoj Republici Hrvatskoj.
U srednjoj i istočnoj Europi počinje slabiti sovjetski politički i društveni sustav. Tada u Hrvatskoj počinje djelovati organizirani pokret kojemu je bio cilj slobodna demokratska Hrvatska, koju više nitko neće gospodarski izrabljivati ni nacionalno ugnjetavati. Godine 1990. održani su višestranački izbori, kojom je srušen komunizam u Hrvatskoj. Najviše je glasova dobila Hrvatska demokratska zajednica, pod vodstvom Franje Tuđmana. Iz Dubrovnika su u Hrvatski sabor izabrani jedan nezavisni kandidat i trojica zastupnika s liste HDZ-a. 1991. održan je referendum na kojem se većina Dubrovčana opredijelila za neovisnu Hrvatsku. Istovremeno je proveden i popis stanovništva, po kojem u dubrovačkoj općini živi 70.602 stanovnika, od toga 58.300 Hrvata, 4735 Srba, te Muslimani i druge nacionalnosti. Znajući za skori rat, većina Srba seli u Republiku Srpsku i Crnu Goru.[nedostaje izvor]

### Domovinski rat
Dana 1. listopada 1991., pripadnici JNA iz Trebinja, te crnogorski dobrovoljci – počinju oružani napad na Dubrovnik, s ciljem stvaranja velike Srbije. Grad je svakodnevno bombardiran, a najžešće je bilo 6. prosinca 1991. Dana 20. travnja 2012. godine gradonačelnik Trebinja Dobroslav Ćuk izrazio je žaljenje za događaje od prije dvadeset godina te zanijekao da je riječ o isprici za počinjena nedjela.
Od granata je nepovratno stradao križ na Srđu. Isto tako, oštećena je Onofrijeva česma, franjevački i dominikanski samostan, crkva sv. Vlaha i druga svetišta, Arhiv, hoteli, električne instalacije i brojne druge zgrade. Međutim, vrlo brzo je došla pomoć UNESCO-a, te je grad savršeno obnovljen.
Američki se zrakoplov USAF CT-43 srušio u blizini Dubrovnika, 3. travnja 1996. godine. Pri tome je poginulo 34 putnika, među kojima je bio američki ministar trgovine Ron Brown i novinar New York Times-a Nathaniel Nash.

### Povijest pomorstva
Prvi podatci o dubrovačkom pomorstvu potječu iz 782. godine, spomenom gradnje dubrovačkih arsenala, potom u 9. stoljeću u vezi s odbijanjem petnaestomjesečne saracenske opsade (866./67.), i ponovo 871., kada su dubrovački brodovi prevezli vojku i na taj način sudjelovali zajedno s bizantskom i hrvatskom mornaricom pod knezom Domagojem u oslobađanju Barija od Saracena. Dubrovački su se brodovi ponovo sa Saracenima sukobili 1032. godine kad su značajno doprinijeli u pobjedi bizantske flote. U prvoj polovici 10. st. Konstantin VII. Porfirogenet dubrovačke brodove iz 9. st. zove korablje (lat. carabus). Ugovorne isprave s različitim primorskim gradovima i pomorskim zemljama iz 11. st. svjedoče da je Dubrovnik već tada imao razvijenu sredozemno pomorsku trgovinu koja je jačala i za mletačke vlasti u 13. i 14. st. Dubrovački brodovi (barkusij, galijun, karaka, koka, nava, urka i dr.) bili su uzor i najjačim pomorskim silama toga vremena. Prateći razvoj trgovačke flote, Republika je tijekom 15. st. utemeljila više od 20 konzulata, najviše u lukama na Apeninskom poluotoku i na Siciliji. Trgovačka je flota bila na vrhuncu razvoja, a u svjetskoj pomorskoj trgovini Dubrovnik je zauzeo vodeće mjesto, razvijajući se u svjetsko pomorsko središte. Njegova trgovačka mornarica imala je u 16. st. od 170 do 200 većih brodova, na kojima je bilo uposleno oko 4000 pomoraca, i premašivala je potrebe domaćih trgovaca. Dubrovački su brodovi plovili u sve veće talijanske, francuske i španjolske luke, dopirući na zapadu do Engleske i Flandrije, zatim u grčke, egejske i osmanske luke u Siriji i Egiptu, te u portugalske posjede u Indiji. U više od 60 sredozemnih luka Dubrovačka Republika imenovala je svoje konzule koji su štitili interese dubrovačkih trgovačkih skupina. Razvoj pomorstva pažljivo su nadzirali posebni magistrati. Zahvaljujući pomorstvu razvila se brodogradnja, pa su se dubrovački jedrenjaci, cijenjeni na cijelome Sredozemlju, gradili u gruškom brodogradilištu, otvorenom 1525., i na otočkim brodogradilištima Lopuda i Šipana. Potkraj 16.st., dubrovačko brodarstvo i trgovina postupno su počeli nazadovati zbog pojave manjeg, ali ekonomičnijeg francuskog, engleskog i nizozemskog brodovlja na Levantu, te učestala gusarenja Berbera i Ulcinjana. 1599. Republika je raspolagala s 52 broda duge plovidbe od oko 21000 kola nosivosti što je predstavljalo smanjenje od 10000 kola u odnosu na razdoblje 1570. – 1585. Opadanje dubrovačke flote nastavilo se, pa je polovicom 17.st. ona imala svega 100-120 brodova ukupne nosivosti 12000 kola, s malim brojem brodova iznad 100 kola. Do 1695. dubrovačka trgovačka mornarica svela se na samo 75 brodova, a na prijelazu u 18.st. pod dubrovačkom zastavom bilo je svega 40 jedrenjaka od samo 2900 kola ukupne nosivosti. U tome razdoblju najveći broj dubrovačkih konzulata prestalo je djelovati. Preokret je nastao kada su Dubrovčani manjim brodovima intenzivirali posredničku trgovinu s bližim talijanskim gradovima Papinske Države: Anconom, Barijem i Barlettom te Napuljem i grčkim lukama. Pomorski kapital sve više prebacivao u Dubrovačko primorje (Slano), Konavle (Cavtat) i osobito na Pelješac (Orebić), pa su od 1640. – 80. Pelješčani upravljali s čak 2/3 brodova pod zastavom sv. Vlaha. Do poleta dubrovačkoga izvanjadranskoga brodarstva došlo je sredinom 18.st., pa su Dubrovčani 1750. imali oko 150 brodova na kojima je bilo uposleno oko 2200 pomoraca, a do kraja st. na Sredozemlju je ponovno bilo otvoreno osamdesetak konzulata. Pravna pitanja u vezi s brodarstvom i pomorstvom bila su uređena, prilikom osnutka Pomorskog ureda, Pravilnikom Dubrovačke Republike o nacionalnoj plovidbi (1745., tiskanom 1784.). Dubrovački brodovi plovili su tada od Carigrada, Aleksandrije i Livorna do Marseillea i španjolske obale, a posjećivali su i američke atlantske luke New York, Philadelphiju i Baltimore. Prema knjizi Aroboraggi zamjetno je stalno povećavanje broja brodova od početka 19.st. do 1805., pa kada je bilo upisano 278 brodova ukupne nosivosti 24772 kara, a prema izvještaju pjesnika i pisca Bara Propera Bettere, Republika je uoči pada imala ukupno 350 brodova, od toga 80 za kabotažu (do 16 tona) i 270 brodova duge plovidbe s prosječnom nosivošću od približno 250 tona. Unatoč katarstrofalnim posljedicama što su ih za dubrovačko pomorstvo donijeli slom Republike i razdoblje francuske vlasti, Dubrovnik je sve do 1850-ih ostao glavnim pomorskim brodograđevnim trgovačkim središtem Kraljevine Dalmacije. Uspon je uslijedio s pojavom novih brodovlasnika, pogotovo na Pelješcu (Flori, Mimbelli, Kovačević, Bjelovučić i dr.). Osnivanjem Pelješkog pomorskog društva u Orebiću 1865., koje je do likvidacije 1891. imalo više od 30 jedrenjaka, i Dubrovačkoga pomorskoga društva u Dubrovniku (postojalo od 1869. do 1889.), pokušavalo se koncentrirati kapital u brodarstvu, ali je zbog parobrodarske konkurencije vrlo brzo došlo do propasti tih društava. Nakon nabave prvoga parobroda Dubrovnik (219 Brt) godine 1880., osnovana je Dubrovačka parobrodska plovidba (1889.), a s njom i nova društva Unione (1890.) i Naprijed (1894.), koja su se u Prvom svjetskom ratu udružila s Dubrovačkom plovidbom. Uoči Prvog svjetskog rata ona je imala 6 brodova s 3250 Brt, a tijekom rata nije poslovala. Između dvaju svjetskih ratova, uz Dubrovačku plovidbu, osnivala su se nova društva Slobodna plovidba, Rad, Jugolevant, Prvo dalmatinsko trgovačko društvo. U tome razdoblju razvijala se obalna plovidba s putničkim brodovima i duga plovidba s teretnim brodovima (1945. imala je 10 teretnih brodova duge plovidbe i 14 putničkih brodova obalne plovidbne.). Nakon Drugog svjetskog rata, centralizacijom trgovačke mornarice 1946. flota je bila dodijeljena Jugoliniji, novosnovanoj jedinstvenoj brodarskoj tvrki u Rijeci, 1951. bilo je osnovano Pomorsko-transportno poduzeće Dubrovnik (pripojeno 1962. Atlantskoj plovidbi); Atlantska plovidba bila je osnovana 1955., a od 1995. djeluje kao dioničko društvo te raspolaže flotom od 20 brodova (1997.).

## Uprava i politika
Upravna tijela Grada Dubrovnika su: Gradsko vijeće i Gradonačelnik (vijećnici i gradonačelnik biraju se neposredno na četverogodišnji mandat). Grad Dubrovnik ima 7 upravnih odjela i 3 službe (pročelnike upravnih odjela, temeljem javnog natječaja, imenuje gradonačelnik).

### Naselja u sastavu Grada Dubrovnika
Grad Dubrovnik bez Dubrovnika se sastoji od 31 naselja. To su:
| - Bosanka - Brsečine - Čajkovica - Čajkovići - Donje Obuljeno - Dubravica - Gornje Obuljeno | - Gromača - Kliševo - Knežica - Koločep - Komolac - Lopud - Lozica - Ljubač | - Mokošica - Mravinjac - Mrčevo - Nova Mokošica - Orašac - Osojnik - Petrovo Selo - Pobrežje | - Prijevor - Rožat - Suđurađ - Sustjepan - Šipanska Luka - Šumet - Trsteno - Zaton |

### Gradski kotari
Grad Dubrovnik (uže gradsko područje) sastoji se od osam gradskih kotara:
| - Ploče-Iza Grada - Grad | - Pile-Kono - Lapad | - Montovjerna - Gruž | - Komolac - Mokošica |

### Mjesni odbori
Područje Grada Dubrovnika izvan užega gradskoga područja čini 17 mjesnih odbora:
| - Bosanka - Brsečine - Dubravica - Gromača - Kliševo - Koločep - Lopud - Ljubač | - Mravinjac - Mrčevo - Orašac - Osojnik - Riđica - Suđurađ - Šipanska Luka - Trsteno - Zaton |

### Dubrovački forum
Ministarstvo vanjskih i europskih poslova održava svake godine Dubrovački forum, na kojemu okuplja ministre vanjskih poslova, diplomate i političare iz cijeloga svijeta.

## Zemljopisni položaj
- Regija: Dubrovačko područje/Dubrovnik
- Koordinate: 42°38'26" s.z.š., 18°06'35" i.z.d.
- Površina: 143,35 km2

Dubrovnik se nalazi na južnom Jadranu. Grad se razvio na istočnoj obali Jadranskog mora, gdje prestaje niz jadranskih otoka i počinje otvoreno more. Leži na južnim padinama i u podnožju brda Srđ. Šire dubrovačko područje obuhvaća uski primorski pojas dug oko 250 km, koji se proteže od Kleka na zapadu do Sutorine i rta Prevlaka na istoku.

### Klima
- Srednja godišnja temperatura: 16,6 °C
- Srednja vrijednost temperature zraka najhladnijeg mjeseca (siječanj): 9.0 °C
- Srednja vrijednost temperature zraka najtoplijeg mjeseca (kolovoz): 26.0 °C
- Salinitet mora: 38 ‰

Ima više od 250 sunčanih dana u godini. Srednja godišnja temperatura je 16,6 °C, a ljetna 26 °C. Snijeg i niske temperature prava su rijetkost. Najhladniji mjesec u godini je siječanj, a najtopliji kolovoz. Sezona kupanja traje od travnja do listopada. U godini ima 109 kišnih dana, a ljeti samo 14. Grad od bure štiti brdo Srđ, a od udara juga otočić Lokrum.
| Klimatološki srednjaci za Dubrovnik                        | Klimatološki srednjaci za Dubrovnik | Klimatološki srednjaci za Dubrovnik | Klimatološki srednjaci za Dubrovnik | Klimatološki srednjaci za Dubrovnik | Klimatološki srednjaci za Dubrovnik | Klimatološki srednjaci za Dubrovnik | Klimatološki srednjaci za Dubrovnik | Klimatološki srednjaci za Dubrovnik | Klimatološki srednjaci za Dubrovnik | Klimatološki srednjaci za Dubrovnik | Klimatološki srednjaci za Dubrovnik | Klimatološki srednjaci za Dubrovnik | Klimatološki srednjaci za Dubrovnik |
| mjesec                                                     | sij                                 | velj                                | ožu                                 | tra                                 | svi                                 | lip                                 | srp                                 | kol                                 | ruj                                 | lis                                 | stu                                 | pro                                 | godina                              |
| ---------------------------------------------------------- | ----------------------------------- | ----------------------------------- | ----------------------------------- | ----------------------------------- | ----------------------------------- | ----------------------------------- | ----------------------------------- | ----------------------------------- | ----------------------------------- | ----------------------------------- | ----------------------------------- | ----------------------------------- | ----------------------------------- |
| srednji maksimum, °C                                       | 12,2                                | 12,5                                | 14,4                                | 16,9                                | 22,3                                | 26,2                                | 30,1                                | 30,2                                | 25,4                                | 21,4                                | 16,6                                | 13,2                                | 20,1                                |
| srednja dnevna temperatura, °C                             | 9,0                                 | 9,5                                 | 11,5                                | 14,5                                | 17,5                                | 23,0                                | 26,0                                | 26,0                                | 20,5                                | 17,5                                | 13,0                                | 10,0                                | 16,6                                |
| srednji minimum, °C                                        | 6,0                                 | 6,5                                 | 8,5                                 | 10,9                                | 15,2                                | 18,6                                | 22,7                                | 22,8                                | 18,7                                | 15,2                                | 10,5                                | 6,8                                 | 13,3                                |
| oborine, mm                                                | 195,2                               | 189,2                               | 127,7                               | 90,9                                | 76,1                                | 48,6                                | 24,1                                | 59,0                                | 78,7                                | 109,9                               | 241,9                               | 205,3                               | 1436,6                              |
| Izvor: Worldclimate.com, podaci za razdoblje 1973. – 1991. |                                     |                                     |                                     |                                     |                                     |                                     |                                     |                                     |                                     |                                     |                                     |                                     |                                     |

## Gospodarstvo
U Dubrovniku su već u XI. st. postajala udruženja trgovaca i obrtnika razvrstanih po djelatnostima. Glavne gospodarske grane stoljećima su brodogradnja, pomorstvo, trgovina, obrt, a od kraja XIX. st. i turizam. Trgovalo se rudarskim, poljodjelskim i stočarskim proizvodima, manufakturnom robom, solju i dr. Sol se dobivala u Gružu i Slanom te na otocima Šipanu i Mljetu, a najvažnije središte prizvodnje soli bio je Ston. U 16. stoljeću, Dubrovnik je imao jaku mornaricu (oko 180 brodova), po jačini i veličini treću u svijetu. Dubrovački su brodovi prevozili robu stranih trgovaca, plovili obalama Sredozemnog mora i stizali sve do Engleske, a postoji i dokazani slučaj da je dubrovačka karaka došla do obale Sjeverne Amerike, gdje su se pomorci pomiješali s lokalnim stanovništvom (Indijancima).
U Dubrovniku je osnovana najstarija trgovačka komora u Hrvatskoj. Osnovali su je Francuzi 1808. godine, nakon propasti Dubrovačke Republike, dok je Hrvatska gospodarska komora u Zagrebu osnovana tek 1852. godine. Danas postoji Županijska komora Dubrovnik, a grad je gospodarsko središte Dubrovačko-neretvanske županije.
Luka Gruž je putnička luka s najviše kruzerskih uplovljenja u Hrvatskoj. Najvažnija institucija u dubrovačkoj luci je lučka kapetanija.

## Stanovništvo
| broj stanovnika | 14445 | 13398 | 15666 | 15329 | 17384 | 18396 | 16719 | 20420 | 21778 | 24296 | 27793 | 35628 | 46025 | 51597 | 43770 | 42615 | 41562 |
|                 | 1857. | 1869. | 1880. | 1890. | 1900. | 1910. | 1921. | 1931. | 1948. | 1953. | 1961. | 1971. | 1981. | 1991. | 2001. | 2011. | 2021. |

| broj stanovnika | 6451  | 6032  | 8460  | 8531  | 10671 | 11823 | 10425 | 14137 | 15875 | 18286 | 22210 | 30161 | 41864 | 47348 | 30436 | 28434 | 26922 |
|                 | 1857. | 1869. | 1880. | 1890. | 1900. | 1910. | 1921. | 1931. | 1948. | 1953. | 1961. | 1971. | 1981. | 1991. | 2001. | 2011. | 2021. |

### Popis 2001.
Područje Grada Dubrovnika, prema popisu stanovništva iz 2001. ima 43 770 stanovnika (uključujući i radnike u inozemstvu).
Nacionalni sastav stanovništva prema popisu iz 2001.:
- Hrvati: 38 690 (88,39 %)
- Srbi: 1426 (3,26 %)
- Bošnjaci: 1387 (3,17 %)
- Crnogorci: 242 (0,55 %)
- neizjašnjeni: 853 (1,95 %)

S obzirom na materinski jezik, 42 232 ili 96,49 % izjasnilo se da im je materinski jezik hrvatski. 
Prema vjeri, 37 015 ili 84,57 % izjasnilo se kao rimokatolici, 2310 ili 5,28 % kao muslimani, 1697 ili 3,88 % kao pravoslavci, 1430 ili 3,27 % kao agnostici ili neizjašnjeni, te 935 ili 2,14 % kao ateisti.

### Popis 2011.
Područje Grada Dubrovnika, prema popisu stanovništva iz 2011. ima 42 615 stanovnika.
Nacionalni sastav stanovništva prema popisu iz 2011.:
- Hrvati: 38 498 (90,34 %)
- Bošnjaci: 1499 (3,52 %)
- Srbi: 1164 (2,73 %)
- Crnogorci: 194 (0,46 %)
- neizjašnjeni: 342 (0,8 %)

S obzirom na materinski jezik, 41 081 ili 96,4 % izjasnilo se da im je materinski jezik hrvatski. 
Prema vjeri, 35 940 ili 84,34 % izjasnilo se kao katolici, 2240 ili 5,26 % kao muslimani, 1481 ili 3,48 % kao pravoslavci, 360 ili 0,84 % kao agnostici i skeptici, te 1313 ili 3,08 % kao ateisti.

### Popis 2021.
Područje Grada Dubrovnika, prema popisu stanovništva iz 2021. ima 41 562 stanovnika.
Nacionalni sastav stanovništva prema popisu iz 2021.:
- Hrvati: 38 238 (92 %)
- Bošnjaci: 1086 (2,61 %)
- Srbi: 764 (1,84 %)
- Crnogorci: 125 (0,30 %)

S obzirom na materinski jezik, 39 669 ili 95,45 % izjasnilo se da im je materinski jezik hrvatski.
Prema vjeri, 32 084 ili 77,2 % izjasnilo se kao rimokatolici, 1833 ili 4,41 % kao muslimani, 958 ili 2,3 % kao pravoslavci, 621 ili 1,49 % kao agnostici i skeptici, te 1408 ili 3,39 % kao ateisti.

## Spomenici i znamenitosti

### Gradske zidine i utvrđenja
- Gradske zidine – građene su od 13. do 17. stoljeća za potrebe obrane i zaštite. Duge su 1940 m, visoke do 25 m, prema kopnu debljine 4 – 6 m, a prema moru 1,5 – 3 m. Na četiri strane svijeta, zaštićene su utvrdama.
- Kula Minčeta – utvrda na sjeveru gradskih zidina, monumentalna je i okrugla, dovršena je 1464. godine, gradili su je brojni graditelji, među njima i Juraj Dalmatinac. Povod za izgradnju bila je vijest o padu Carigrada 1453. godine.
- Kula Bokar – utvrda na zapadu gradskih zidina, naziva se i Zvjezdan, građena je od 1461. do 1463. prema projektu firentinskog graditelja Michelozza Michelozzija.
- Tvrđava sv. Ivan – utvrda na jugoistoku gradskih zidina iz 16. stoljeća. Štitila je ulaz u staru gradsku luku. Djelo je dubrovačkog graditelja Paskoja Miličevića.
- Tvrđava Lovrijenac – utvrda koja se nalazi kraj vanjskih zapadnih zidina grada, 37 m iznad razine mora. Tvrđava je poznata po svojim predstavama i vjenčanjima te najvažnije kao povijesni simbol otpora Mletačkoj Republici. Poznata i kao Gibraltar Dubrovnika.
- Tvrđava Revelin – utvrda na istoku gradskih zidina. Građena je 1462. godine pred turskom opasnošću.
- Utvrda Imperial – utvrda na brdu Srđ sjeverno i iznad Dubrovnika.
- Gradska vrata od Pila – zapadna vrata kroz koja se ulazilo u grad. Sagrađena su 1537. godine. Na njima je bio pokretni most, koji se svake noći zatvarao.
- Gradska vrata od Ploča – istočna vrata kroz koja se ulazilo u grad iz 15. stoljeća.

### Crkve i samostani
- Dubrovačka katedrala – posvećena je Uznesenju Blažene Djevice Marije na nebo. Nastala je na mjestu bizantske i romaničke katedrale, koja je uništena u velikom potresu 1667. godine. Sadašnja barokna katedrala građena je od 1671. do 1713. godine. Riznica katedrale čuva zlatne i srebrne relikvijare, križeve, crkveno posuđe i slike talijanskih (Tizian, Raffael i dr.), flamanskih i hrvatskih slikara.
- Crkva sv. Vlaha – izgrađena je na mjestu romaničke crkve, koja je preživjela veliki potres 1667., ali je uništena u požaru 1706. godine. Nova barokna crkva izgrađena je od 1706. do 1715. godine. Na glavnom oltaru nalazi se kip sv. Vlaha od pozlaćenog srebra rad dubrovačkih majstora iz 15. stoljeća. U rukama drži maketu grada prije potresa 1667.
- Franjevački samostan i crkva Male braće – potječu iz 14. stoljeća. Vrata crkve su nasvođena raskošnim gotičkim portalom, koji se jedini preživio potres 1667. Kasnoromanički klaustar iz 1360. godine, izgradio je Mihoje Brajkov iz Bara. U sklopu samostana od 1317. godine do danas djeluje ljekarna, treća po starosti u Europi.
- Dominikanski samostan i crkva sv. Dominika – građeni u 14. stoljeću. Južni portal izradio je kipar Bonino da Milano 1419. godine. Ističe se gotičko-renesanski klaustar. Muzej samostana sadrži vrijedne rukopise i inkunabule, slike dubrovačkih slikara iz 15. i 16. stoljeća: Lovre Dobričevića, Mihajla Hamzića i Nikole Božidarevića, veliko oslikano raspelo Paola Veneziana iz 14. stoljeća i oltarnu palu sv. Magdalena, rad talijanskog slikara Tiziana iz 1550. godine.
- Isusovački samostan i crkva sv. Ignacija – barokne građevine iz 17. i 18. stoljeća. Uz crkvu je glasovito dubrovačko učilište "Collegium Ragusinum".
- Samostan sv. Klare – izgrađen je uz same gradske zidine u 13. i 14. stoljeću. U njemu je 1434. godine otvoreno prihvatilište za napuštenu djecu.
- Crkva sv. Josipa – sagrađena je 1667. godine na mjestu, u potresu, srušene crkve sv. Jakova.
- Crkva sv. Nikole – iz 11. stoljeća, jedna od najstarijih sačuvanih crkava u gradu.
- Crkva i svetište Gospe od Milosrđa iz 1279. s kapucinskim samostanom iz 1928.
- Crkva sv. Spasa – iz 1520. godine, ostala je neoštećena u velikom potresu 1667. godine. Ova renesansna crkva djelo je korčulanskog majstora Petra Andrijića. Sagrađena je kao zavjetna crkva nakon velikog potresa 1520. godine.
- Crkva sv. Roka – renesansna crkva iz 16. stoljeća.
- Crkva sv. Marije – u njoj se čuvaju vrijedne slike dubrovačkih slikara "Poliptih" Lovre Dobričevića i "Triptih" Nikole Božidarevića.
- Sefardska sinagoga – jedna od najstarijih u Europi s početcima u 14. stoljeću.
- Srpska pravoslavna crkva – izgrađena 1877. godine.
- Mesdžid – islamski vjerski objekt u ulici Miha Pracata.

### Palače
- Knežev dvor – nekada je bio sjedište vlade i kneza Dubrovačke Republike, danas je Kulturno-povijesni muzej.
- Palača Divona tj. Sponza – gotičko-renesansna palača izgrađena prema projektu dubrovačkog majstora Paskoja Miličevića.
- Palača Skočibuha (Restićeva 1) – vrhunska patricijska palača, danas zanemarena.
- Palača Stay (ul. Između Polača 9-11) – pogođena u ratu 1991., predviđena za obnovu.
- Palača Isusović-Braichi (Prijeko 24) – jedan je od najljepših primjera renesansne stambene arhitekture u gradu.
- Palača Ranjina (Ul. braće Andrijića 10) – gotičko-renesansa palača građena je krajem 15. stoljeća i dio je velikog, devastiranog stambenog bloka.
- Palača Sorkočević (Držićeva poljana 3) – građena krajem 17. i početkom 18. stoljeća.
- Palača Pucić (Od puča 1) – barokna palača iz 17. stoljeća, danas luksuzni hotel.[33][34]
- Palača Trifoni-Đorđić (Od puča 17, Široka 5) – predviđena za obnovu.

### Ljetnikovci
- Ljetnikovac Petra Sorkočevića na Lapadu (Pietro de Sorgo) – izgrađen je u vremenu od 1472. do 1535. godine. Kombinacija je gotičko-renesansnog stila. Nalazi se na lapadskoj obali, okrenut prema zaljevu Gruž.
- Ljetnikovac Bona-Caboga na Batahovini – izgrađen je u 16. stoljeću. Značajan je po glavnom pročelju u prizemlju, koje cijelom dužinom ima trijem sa sedam arkada.
- Ljetnikovac Stay na Batahovini – obnovljeni ljetnikovac u kojem je sada Konzervatorski odjel.
- Ljetnikovac Resti u Rožatu, Rijeka Dubrovačka – zapušteni ljetnikovac građen u drugoj polovici 16. stoljeća.
- Ljetnikovac Klementa Gozze u Obuljenom – građen od 1575. do 1581. godine, danas zapušten.[35]
- Ljetnikovac Vice Skočibuhe na Boninovu ima odličan pogled na gruški zaljev i otoke. Obnavljan od 1938. do 1941. godine.
- Ljetnikovac Crijević-Pucić (Pozza-Cerva) na Gradcu – s kraja 16. stoljeća, smješten je na Gradcu iznad Vrata od Pila.
- Ljetnikovac Pucić na Pilama – među najljepšim građevinama u gradu. Obnovljen je i sada je poslovni prostor.
- Ljetnikovac Bona-Gradi u Gružu – gotičko-renesansni ljetnikovac.
- Ljetnikovac Ghetaldi-Gondola/Gundulić u Gružu – gotičko-renesansni ljetnikovac.

### Ostale poznate građevine
- Stradun (službeno ime Placa) – najveća je i najpoznatija gradska ulica. Pruža se od ulaza u grad kroz vrata od Pila do trga Luža i predstavlja jedinstveni urbani element koji karakterizira grad Dubrovnik.
- Velika i mala Onofrijeva česma – dvije fontane okruglog oblika i ujedno mogu služiti i kao spremnik za vodu. Na većoj voda teče iz figura 16 maskiranih likova. Graditelj je Onofrio della Cava iz Napulja.
- Orlandov stup – kameni je prikaz legendardnog viteza Orlanda. Služio je kao mjesto na kojem su glasnici čitali obavijesti. Dugo vremena je bio jedini svjetovni spomenik u gradu.
- Gradski zvonik – prvotni je izgrađen 1444. godine, a današnji je iz 1929. godine.
- Sklop gradske vijećnice sa žitnicom i arsenalom – u području gradske luke. U arsenalu su se gradile i održavale galije.
- Lazareti na Pločama – građevina koja je služila kao karantena, ispred gradskih zidina.
- Groblje Boninovo – glavno gradsko groblje.
- Porporela – lukobran i gradsko kupalište.
- Valobran Kaše – valobran na ulazu u staru gradsku luku.
- Most dr. Franja Tuđmana

## Kultura

### Festivali

#### Dubrovačke ljetne igre
Dubrovačke ljetne igre su festival utemeljen 1949. godine. U jedinstvenom ambijentu zatvorenih i otvorenih scenskih prostora renesansno-baroknog grada Dubrovnika u vremenu od 10. srpnja do 25. kolovoza održavaju se brojne glazbene, dramske i plesne priredbe. Okosnica festivala su djela Marina Držića, Ivana Gundulića, Ive Vojnovića, Williama Shakespearea, Carla Goldonija, grčkih tragičara i dr. Glazbeni dio programa predstavlja najboljih domaće skladatelje, soliste i orkestre te njihove strane goste. Prikazuju se i opere, naročito komične.

#### Festa sv. Vlaha
Štovanje sv. Vlaha najbolje se očitovalo prigodom proslave njegovog blagdana 3. veljače, kada su ljudi masovno dolazili u grad. To je bio blagdan svih stanovnika Republike. Da se omogući svima sudjelovati, uvedena je "Sloboština sv. Vlaha", dan kada je svaki prekršitelj, kažnjenik i prognanik mogao 2 dana prije i 2 dana poslije blagdana slobodno doći u grad, a da ga nitko nije smio pozvati na odgovornost (ta se sloboština kasnije proširila na 7 dana prije i 7 dana poslije blagdana). Za blagdan je cijela Republika hrlila u grad – tko nije mogao ići, slavio je kod kuće, sa svojim crkvenim barjacima i u narodnoj nošnji, da se svome svecu pokloni i pomoli, da mu zahvali za zaštitu u prošlosti i preporuči sebe i svoje za ubuduće. Tako je to i danas, pa se ljudi dugo i temeljito pripremaju za ovu svečanost.

#### Glazbeni festival "Julian Rachlin i prijatelji"
To je festival komorne glazbe koji se od 2000. godine tradicionalno, krajem ljeta odvija na pozornici u atriju Kneževog dvora. Na festivalu uz utemeljitelja festivala, poznatog violinista i violista Juliana Rachlina nastupaju brojni poznati svjetski glazbenici.

#### Filmski festival Libertas
Libertas film festival započeo je 2005. s idejom, da se festivalska kulturna ponuda Dubrovnika proširi i filmskom. Festival se odvija tijekom ljeta, a na reportoaru se prikazuju igrani i dokumentarni filmovi nezavisnih produkcija posvećeni promociji slobode iz zemalja diljem svijeta. U natjecateljskom dijelu izabrani filmovi bore se za nagradu Dubravka koju dodjeljuje stručni žiri u kategorijama najbolji igrani film, najbolji dokumentarni film i najbolji kratki film. Film najbolje ocijenjen od strane publike dobiva posebnu nagradu publike.
Projekcije se održavaju u dubrovačkom kinu Sloboda, gradskom kazalištu Marina Držića, obnovljenom ljetnom kinu Jadran unutar dubrovačkih gradskih zidina i ljetnom kinu na krovu tvrđave Revelin.

#### Dubrovački filmski festival (DUFF)
Dubrovnik International Film Festival (DIFF) je međunarodni filmski festival koji se u Dubrovniku održava od 2003. godine. Projekt je započet kao inicijativa međunarodne organizacije Dubrovnik Film Institut. Festival je natjecateljskog karaktera. Stručni žiri dodjeljuje nagrade DIFF-a u kategoriji igranog, dokumentarnog i kratkog filma. Osim tih nagrada dodjeljuju se i nagrada publike za najbolji film festivala, nagrada Libertas za životno djelo i nagrada Argosy za izvanredan pojedinačni doprinos u području filmskog stvaralaštva.

#### Tišina Molim!
"Tišina Molim!" festival je filmova snimljenih u Dubrovniku.

#### Karantena
Festival suvremenih scenskih umjetnosti Karantena pokrenula je 1997. Art radionica Lazareti, dubrovačka udruga koja u svojim trajnim programima želi stvoriti kulturno središte u kojem bi se posjetitelji mogli upoznati sa suvremenim umjetničkim izričajem.
Festival donosi različite oblike suvremenog alternativnog umjetničkog izražavanja od raznovrsnih performansa, multimedijalnih instalacija te suvremenih plesnih, glazbenih i scenskih radova. Festival od svog početka ima međunarodni karakter te osim domaćih umjetnika na njemu sudjeluju i brojni gosti iz inozemstva.

### Kazalište Marina Držića
Dubrovnik je u svojoj povijesti imao bogatu kazališnu tradiciju, brojne pisce, glumce i pozornice. 
Od 1682. godine imao je svoju kazališnu dvoranu "Orsan", preuređeni dio brodogradilišta pokraj Vijećnice, u kojem su se održavale predstave sve do 1817. kada je za austrijske uprave izgorio.
Gradsko kazalište Marina Držića je ustanova s vlastitim umjetničkim ansamblom koja je osnovana 1944. godine te je smještena na lokaciji zgrade kazališta iz 1865. g. Na svom repertoaru teži uprizorenju djela starih dubrovačkih i drugih zavičajno, tematsko i jezično bliskih autora, uz povremene odmake u smjeru suvremenijih tema. 
Kazalište povremeno svoja djela prikazuje u sklopu Dubrovačkih ljetnih igara te gostovanja u drugim gradovima.

### Dubrovačka književnost
Književnost grada Dubrovnika u velikoj je mjeri utjecala je na razvoj hrvatskog književnog jezika. Ljudevit Gaj i ilirci izabrali su jezik u djelima Ivana Gundulića i kasnijih dubrovačkih pisaca, za standardni jezik. Dubrovačka književnost bila je vrlo opsežna u odnosu na broj stanovnika. Sačuvan je mali dio, jer je tiskarski stroj bio teško dostupan i jer velik broj djela poput ljubavne poezije nije bio namijenjen širokoj publici. Neke knjige ostale su u rukopisima ili ih znamo samo po imenima. U 16. stoljeću, Dubrovčani su tiskali samo 12 knjiga, od kojih su 7 bile vjerske. Prva dva znamenita dubrovačka pisca su Šiško Menčetić i Džore Držić, koji su pisali pod utjecajem Francesca Petrarce. Njihove pjesme su objavljene u Ranjininom zborniku, u kojem je bilo čak 820 pjesama, ali original nije sačuvan. Istaknut je bio Mavro Vetranović, koji je pisao pjesme, drame i domoljubna djela. Jedan od najistaknutijih i najpopularnijih dubrovačkih književnika je Marin Držić. Napisao je velik broj vrijednih pastoralnih drama i komedija, među kojiam se ističu "Dundo Maroje", "Skup" i "Novela od Stanca". Već u Držićevo vrijeme, postojale su glumačke družine, koje su izvodile njegova djela. U Dubrovniku je postojala i humanističko-latinistička književnost čiji su predstavnici bii Ilija Crijević, Jakov Bunić i dr. U 17. stoljeću pojavio se Ivan Gundulić, koji predstavlja vrhunac dubrovačke književnosti sa svojim epom "Osmanom", pastoralnom dramom "Dubravkom" i religioznom poemom "Suze sina razmetnoga". U "Dubravki" slavi ljubav prema slobodi: “O lijepa, o draga, o slatka slobodo!”. Poslije Gundulića značajan je Ivan Bunić Vučić, koji je pisao pastoralne i religiozne pjesme. Dramski pisac Junije Palmotić temeljio je pisanje na klasičnim uzorima, pokazivao je mentalitet društva u kojem je živio i obogatio je dubrovačko kazalište svoga vremena. O suvremenih dubrovačkih književnika ističe se Luko Paljetak.

### Muzeji
- Kulturno-povijesni muzej – nalazi se u sklopu Kneževa dvora, ima stalne i povremene izložbe, preparatorsku radionicu, knjižnicu i muzejsku trgovinu.
- Muzej Dominikanskog samostana – sadrži vrijedne rukopise i inkunabule, slike dubrovačkih slikara iz 15. i 16. stoljeća, veliko oslikano raspelo Paola Veneziana iz 14. stoljeća i oltarnu palu talijanskog slikara Tiziana iz 1550. godine.
- Muzej Franjevačkog samostana – sadrži slike starih majstora, izvorni inventar ljekarne iz 1317. i zlatarske predmete
- Dom Marina Držića – memorijalni muzej Marina Držića, ima kazališnu zbirku.
- Riznica dubrovačke Katedrale – čuva zlatne i srebrne relikvijare, križeve, crkveno posuđe i slike talijanskih (Tizian, Raffael i dr.), flamanskih i hrvatskih slikara.
- Pomorski muzej – ima stalni postav i knjižnicu, osnivač je HAZU.
- Akvarij i Institut za more i priobalje – nalazi se u tvrđavi sv. Ivana. U 27 akvarija su ribe, spužve, koralji i ostale morske životinje. Zaštitni znak akvarija je morski konjic.
- Arheološki muzej – ima prethistorijsku, antičku, ranosrednjovjekovnu zbirku, zbirku od 13. stoljeća do 1667., zbirku vaza, egipatsku zbirku i numizmatičku zbirku.
- Etnografski muzej – sadrži stalni etnografski postav, preparatorsku radionicu i knjižnicu.
- Muzej suvremene povijesti – ima povremene izložbe i knjižnicu.
- Muzej Sinagoge – religijski eksponati, arhivski materijal, zbirka Tori od 13. do 17. stoljeća.
- Muzej samostana Sigurata – sadrži zbirku sliku od 16. do 19. stoljeća, pokaznice, procesijski križ iz 14. stoljeća, crkveno posuđe, čipke itd.
- Memorijalna kuća Ronalda Browna – otvorena u spomen na tragičnu smrt američkog ministra trgovine Ronalda Browna i njegovih suradnika. Sadrži stalnu izložbu slike trojice dubrovačkih slikara: Ive Dulčića, Antun Masle i Đure Pulitike.
- Muzej Domovinskog rata – Stalni postav i izložba Dubrovnik u Domovinskom ratu 1991. – 1995. s eksponatima iz razdoblja obrane Dubrovnika za vrijeme srpsko-crnogorske agresije 1991. – 1995.
- Spomen soba – Izložba fotografija poginulih branitelja Dubrovnika.
- Muzej crvene povijesti – bavi se arhiviranjem, istraživanjem i prezentiranjem cjelokupne povijesti socijalizma u Hrvatskoj i Dubrovniku te je prvi muzej ovoga tipa u Hrvatskoj.
- prvi muzej vaterpola u svijetu (u izgradnji)[38].

### Dubrovački simfonijski orkestar
Dubrovački simfonijski orkestar je profesionalni glazbeni orkestar grada Dubrovnika i glavni je nositelj glazbenih zbivanja u Dubrovniku. U svom djelovanju nastavlja glazbenu tradiciju koja se počela razvijati još u vrijeme rane Dubrovačke Republike. 
Orkestar redovito nastupa u sklopu Dubrovačkih ljetnih igara. Na svom repertoaru veliku pozornost posvećuje dubrovačkim klasicima iz 18. stoljeća, posebno skladateljima Luki Sorkočeviću i Ivanu Mani Jarnoviću. 
Tijekom koncertne sezone nastupa na koncertima u atriju Kneževog dvora i ljetnikovcu Crijević-Pucić, a ostvaruje i zapažena gostovanja po Hrvatskoj i inozemstvu.

### Dubrovačka kolenda
Dubrovačka kolenda stari je običaj čestitanja koji se njeguje u Dubrovniku i okolici. Kolendari obilazeći ulice, kuće i stanove pjesmom (kolendom) nazdravljaju Badnji dan, i čestitaju nadolazeći Božić i Novu godinu. Kolendari mogu nositi i razne glazbene instrumente, najčešće gitare i harmonike, čijim sviranjem uljepšavaju kolendu.

### Dubrovački misal
Nastao je u Dubrovniku, gdje se od 12. stoljeća koristio na Svetim Misama u dubrovačkoj katedrali. Pisan je beneventanskim pismom i notacijom te najbolje predstavlja beneventansko pjevanje u južnoj Dalmaciji i spomenik je nulte kategorije. Sadrži 230 molitava i 230 napjeva koji se mogu usporediti s najljepšim napjevima svjetske baštine. Napjevi koji se sreću u Misalu raznoliki su. Neki su istovjetni ostalim europskim napjevima, neki su inačice sličnih napjeva, a neki su, poput exulteta, posve drukčiji i ne nalaze se nigdje drugo. Pokazuje da je u Dubrovniku bilo visoko razvijeno gregorijansko muziciranje.

## Šport
Dubrovnik je poznat kao vaterpolski grad. Vaterpolski klub Jug 4 puta je bio prvak Europe, osvajač LEN kupa, europskog Superkupa, ima 21 naslov prvaka bivše Jugoslavije, 5 naslova prvaka Hrvatske, 2 kupa bivše Jugoslavije i 9 kupova Hrvatske. Više dubrovačkih vaterpolista osvajali su olimpijske medalje poput Veselina Đuha, Gorana Sukna i dr. Dubrovačka plivačica Sanja Jovanović osvajala je medalje na svjetskim i europskim plivačkim prvenstvima i ima svjetski rekord na 50 m leđno. Ženski odbojkaški klub "Dubrovačka banka" bio je prvak Europe i proglašen je za najbolju hrvatsku žensku ekipu u 1998. godini u izboru Sportskih novosti. Stolnoteniski klub STK Libertas Marinkolor, osnovan 1978., prvi je put prvak Hrvatske postao u sezoni 2017./2018., a naknadno u sezonama 2020./2021. i 2021./2022. Grad je dom Divlje lige u Hrvatskoj pa i u svijetu najpoznatijeg amaterskog vaterpolskog prvenstva.
Red Bull Svjetska serija skokova u vodu s litice održana je u Dubrovniku.
Vaterpolo:
- "VK Jug"
- "ŽVK Jug"
- "VK Dubrovnik"
- "Dubrovački veterani"

Divlja liga je prvenstvo dubrovačkih kupališta u vaterpolu.
Nogomet:
- NK GOŠK – Dubrovnik 1919
- MNK Square Dubrovnik

Stolni tenis:
- STK Libertas Marinkolor

Šah:
- Šahovski klub Dubrovnik, osnovan 1933. godine.

Boćanje:
- Boćarski klub "Dubank"
- Boćarski klub "Gromača"
- Boćarski klub "Komolac"
- Boćarski klub "Signalizacija"
- Boćarski klub " Strijelac"

Ragbi:
- Ragbi klub "Dubrovnik"

Košarka: 
- "KK Dubrovnik"
- "ŽKK PGM Ragusa"

Rukomet: 
- "RKHM Dubrovnik"

Odbojka: 
- "ŽOK Dubrovnik"
- "OK Dubrovnik 2001"
- "Ženski odbojkaški klub Nova Mokošica"

Plivanje: 
- "Plivački klub Jug"

Automobilizam:
- AK Dubrovnik Racing

Između ostalih održavaju se trkačke utrke Utrka zidinama (od 2015.), Stazom Deva – Povratak trkača (od 2016.) i Dubrovački polumaraton (od 2015.).
Dubrovačka alka održavala se preko 250 godina.
Održavaju se jedriličarske regate s dugom tradicijom: Južnodalmatinska regata (Orebić–Dubrovnik; od 1981.), Lapadska regata, Regata Trani – Dubrovnik (službenog naziva "Trofeo Challenge Antonio Pennetti" ili kraće "Trofeo Pennetti Challenge"; od 2005.) te održalo se jedno izdanje regate ACI kup.
Brdska automobilistička utrka Nagrada Dubrovnika održava se od 2000.
Judo turnir Međunarodni Kup Dubrovnika od 2015. je u kalendaru EJU te je postao Europski judo kup Dubrovnik.
Međunarodni studentski božićni turnir – Memorijal Vedrana Jelavića održava se od 1998.

## Obrazovanje

### Osnovne škole
- OŠ Marina Getaldića
- OŠ Lapad
- OŠ Montovjerna
- OŠ Marina Držića
- OŠ Ivana Gundulića
- OŠ Mokošica
- Umjetnička škola Luke Sorkočevića

### Srednje škole
- Obrtnička i tehnička škola Dubrovnik
- Klasična gimnazija Ruđera Boškovića
- Ekonomska i trgovačka škola Dubrovnik
- Gimnazija Dubrovnik
- Medicinska škola Dubrovnik
- Pomorsko-tehnička škola Dubrovnik
- Turistička i ugostiteljska škola Dubrovnik
- Umjetnička škola Luke Sorkočevića
- Dubrovačka privatna gimnazija

### Visoko obrazovanje
Povijest visokog obrazovanja u Dubrovniku započinje 1624. godine, kada su jezuiti osnovali Collegium Rhagusinum. Senat Dubrovačke Republike 1654. godine proglasuje ga javnim visokim učilištem na kojemu se izučavala umjetnost i prirodne znanosti. Na tom učilištu obrazovali su se mnogi Dubrovčani toga vremena, među njima i Ruđer Bošković, najpoznatiji dubrovački znanstvenik onoga vremena, koji je obrazovanje poslije nastavio na poznatom Collegium Romanum u Rimu.
U moderno doba, visoko obrazovanje u Dubrovniku počinje s Višom pomorskom školom, Višom turističkom školom i Višom pedagoškom školom. Viša turistička škola kasnije postaje Fakultet za turizam i vanjsku trgovinu, a Viša pomorska škola postaje Pomorski fakultet. Do osnivanja dubrovačkog Veleučilišta i Sveučilišta visokoobrazovne institucije bile su u sklopu Sveučilišta u Splitu.
Godine 1994., Sabor Republike Hrvatske donio je novi Zakon o visokim učilištima u kojem se razdvajaju dva smjera u visokom obrazovanju: znanstveni (sveučilišni) odvaja se od stručnog (veleučilišnog).  
U Dubrovniku se 1996. osnivaju stručni veleučilišni studiji u sklopu Veleučilišta u Dubrovniku, sastavni dio kojega postaje i dotadašnji Pomorski fakultet. 

#### Sveučilište u Dubrovniku (UNIDU)
Sveučilište u Dubrovniku osnovano je 1. listopada 2003. godine, a u sudski registar Trgovačkoga suda u Dubrovniku upisano 16. prosinca 2003. godine. 
U sastavu su Sveučilišta i Institut za more i priobalje te Zavod za mediteranske kulture.

#### RIT Croatia (ACMT)
Rochester Institute of Technology Croatia, nekadašnji American College of Management and Technology (ACMT), visoko je obrazovna institucija (visoka škola) osnovana međunarodnom suradnjom američkog sveučilišta Rochester Institute of Technology, Ministarstva znanosti i tehnologije Republike Hrvatske i Veleučilišta u Dubrovniku. Institucija je osnovana 1997. godine i to je jedina obrazovna institucija u Republici hrvatskoj koja nudi završenim studentima diplome, koje su ravnopravno priznate u SAD-u i Hrvatskoj.

#### DIU Libertas
Sveučilište Libertas sveučilište je prvo privatno međunarodno sveučilište osnovano 2008. godine u Dubrovniku. Prateći tragove drevne dubrovačke tradicije osnivači DIU Libertasa u svoje su programe pretvorili u suvremenu verziju diplomacije, međunarodnih odnosa, međunarodnog poslovanja i ekonomije. Od samog početka djelovanja usmjereno je na obrazovanje mladih stručnjaka iz područja međunarodnih odnosa i diplomacije te međunarodnog poslovanja i ekonomije.

### Udruge mladih
- Udruga mladih Orlando – neprofitabilna i nevladina organizacija osnovana 1999. godine u Dubrovniku.[43]

## Diplomacija
Konzularna predstavništva u Dubrovniku:
- Danska
- Belgija
- Nizozemska
- Austrija
- Ujedinjeno Kraljevstvo

## Gradovi pobratimi/prijatelji/suradnici
- Ravenna (Italija), od 1969.
- Vukovar od 3. veljače 1993.[45]
- Kotor (Crna Gora)[46]
- Graz (Austrija), od 1994.
- Helsingborg (Švedska), od 1998.
- Ragusa (Italija), od 2000.
- Bad Homburg (Njemačka), od 2002.
- Sarajevo (Bosna i Hercegovina), od 2006.
- Monterey (Kalifornija, SAD), od 2007.
- Rueil Malmaison (Francuska), od 2011.[47]
- Venecija (Italija), od 2012.[48]
- Beyoglu (Turska), od 2015.[49]
- Imotski, od 2023.[50]
- Sorrento (Italija), od 2023.[51]

## Zanimljivosti
- Dubrovački i engleski ljetopisci bilježe da je anglo-normanski kralj Rikard I. Lavljeg Srca došao u Dubrovnik u jesen 1192. godine nakon povratka iz Križarskog rata. Našao je zaklon pred olujom kod Lokruma.
- Dubrovačka Republika napravila je 1296. jedan od prvih srednjovjekovnih sustava kanalizacije, koji je i danas u upotrebi.
- Ljekarna u dubrovačkom franjevačkom samostanu koja djeluje od 1317. godine do danas, treća je po starosti u Europi.
- Prva karantena u svijetu nastala je u Dubrovniku 1377. godine.[52][53] Karantena je mjesto gdje se odvajaju osobe koje stižu iz krajeva gdje ima zaraznih bolesti dok se ne pokaže da su zdrave.
- Dubrovnik je donio uredbu o ukidanju ropstva i zabrani prijevoza robova 27. siječnja 1416. godine, što je prva zabrana ropstva u Europi.
- Sirotište koje je osnovano u sklopu samostana sv. Klare, 1432. godine je jedno od prvih takvih ustanova u svijetu.
- Prilikom gradnje kule Minčete 1464. godine, nedostajalo je kamena, pa je naređeno da svatko tko dolazi u Dubrovnik iz smjera Gruža ili Ploča mora sa sobom donijeti kamen u skladu sa svojom tjelesnom građom.
- Arboretum Trsteno u blizini Dubrovnika, osnovan je u 15. stoljeću i najstariji je arboretum na svijetu. Najstarije dvije platane imaju oko 400 godina.
- Giovanni Angelo Medici iz Milana bio je nadbiskup Dubrovnika od 1545. do 1553. godine. Postao je papa 6. siječnja 1560. pod imenom Pio IV.  Njegov nasljednik Pio V. priznao je Dubrovačku Republiku.
- Dubrovački pomorski zakon o osiguranju ("Ordo super assecuratoribus", 1568.) najstariji je takav zakon na svijetu.
- Pomorska flota Dubrovačke Republike u 16. stoljeću imala je oko 40000 pomoraca i više od 180 velikih brodova, bila je među najjačima na Mediteranu.
- U djelima Williama Shakespearea, "Mletački trgovac" i "Ukroćena goropadnica" javlja se termin "argosy" koji znači "dubrovačka lađa".
- Dubrovačka Republika prva je država u svijetu koja je priznala Sjedinjene Američke Države, 1783. godine.
- Ljudevit Gaj i Ivan Mažuranić boravili su u Dubrovniku 25 dana 1841. godine. Gaj ga je nazvao "ilirski Parnas". Kasnije su Gaj i ilirci izabrali jezik u djelima Ivana Gundulića i kasnijih dubrovačkih pisaca, za standardni hrvatski jezik, a Ivan Mažuranić je nadopisao izgubljena pjevanja Gundulićeva epa Osmana.
- Irski dramatičar George Bernard Shaw izjavio je: “Oni koji traže raj na zemlji morali bi doći i vidjeti Dubrovnik”.
- Dubrovačka rijeka Ombla sa svojim vodotokom od 30 m dužine jedna je od najkraćih svjetskih rijeka.
- Papa Ivan Pavao II. posjetio je Dubrovnik 6. lipnja 2003. godine. Papamobilom se provozao Stradunom, a u Gruškoj luci održao je sv. misu pred 60.000 hodočasnika, kojom prilikom je blaženom proglasio Mariju Petković.[54]

## Galerija
- Pogled s Ploča
- Krovovi Dubrovnika
- Dubrovačke gradske zidine
- Vrata od Pila
- Orlandov stup
- Portal Franjevačke crkve iz 15. stoljeća
- Franjevački samostan
- Zračna luka Ruđera Boškovića u Čilipima